# Capo Palinuro
Capo Palinuro è un promontorio roccioso della costa della Campania meridionale, tra il golfo di Velia e quello di Policastro, nel Cilento in provincia di Salerno. 
Si spinge per circa 2 km nel mare Tirreno, a ovest della foce dei fiumi Lambro e Mingardo. Vi è ubicata la stazione meteorologica di Capo Palinuro.

Il suo territorio rientra nella frazione Palinuro del comune di Centola.
È un'importante località turistica, celebre per le bellezze paesaggistiche legate al mare e al suo entroterra e per le reminiscenze storico letterarie legate al suo nome.

## Tra storia e leggenda
Durante l'epoca greca il promontorio era già conosciuto dai naviganti per la pericolosità delle sue insidiose correnti, a cui «ben si addiceva l'epiteto di luogo dove "il vento gira", πάλιν-οὗρος».
Designarono anche con il nome di una sirena, simbolo di acque infide, Molpè ossia la leggiadra, il fiume che scorre alle pendici del capo Palinuro.
Nel 540 a.C. colonizzatori ionici provenienti da Focea eressero su capo Palinuro, in località Molpa, un villaggio con annessa necropoli.
Virgilio, nell'Eneide, dà una sua interpretazione dei fatti narrando di Palinuro, timoniere di Enea, che cade in mare tradito dal sonno e, giunto a riva, viene assalito e ucciso dagli indigeni. Gli dei dell'oltretomba, offesi dall'episodio sacrilego, puniscono gli abitanti con una tremenda pestilenza.
Una flotta dei Romani nell'anno 253 a.C.  viene sorpresa e distrutta da una tempesta al largo di Capo Palinuro.
Un'interessante interpretazione filologica vuole palinuri uno dei vari nomi con cui nel Mediterraneo si indicavano i gamberi, per cui Capo Palinuro si chiamerebbe così perché un luogo di pesca ricco di quel gustoso crostaceo. Questo nome geografico piacque evidentemente a Virgilio, il quale infatti, senza curarsi troppo di investigare sul suo significato etimologico, lo usò come nome di persona per il suo tragico personaggio del timoniere di Enea; la beffa della sorte fu che poi i posteri credettero che fosse stato il personaggio a dare il suo nome a quel luogo, senza pensare che era davvero molto improbabile che un imponente promontorio come quello se ne stesse lì da secoli e secoli, privo di un nome, ad aspettare che finalmente qualcuno si decidesse a battezzarlo. 
Se dunque non ci si accontenta della mitologia o di fantasiose etimologie, allora, leggendo antichi documenti, si scoprirà che il nome ellenico che quel capo ebbe, evidentemente dai tempi della Magna Grecia, era Capo Palinudi e ciò trova conferma nella dizione catalana medioevale Cap de Pelanuda , dizione autorevolissima se si considera che nel Medioevo i catalani, disponendo della più importante e diffusa marineria del Tirreno, conoscevano le coste di quel mare come le loro tasche; ma più tardi prevalse la pronunzia meridionale italiana Palinuri e pertanto divenne 'Capo Palinuro'. 
Questa prevalenza ebbe i suoi effetti anche sull’originario greco παλίνουδοι (da πάλιν, ‘indietro’, e ὀδεύω, ‘vado’, quindi ‘quelli che vanno all’indietro’, i gamberi insomma), il quale divenne pertanto anch'esso παλίνουροι; eccolo per esempio nell’edizione greca degli Elementi di zoologia di Henri Milne-Edwards:  
(Henri Milne-Edwards, 1849)

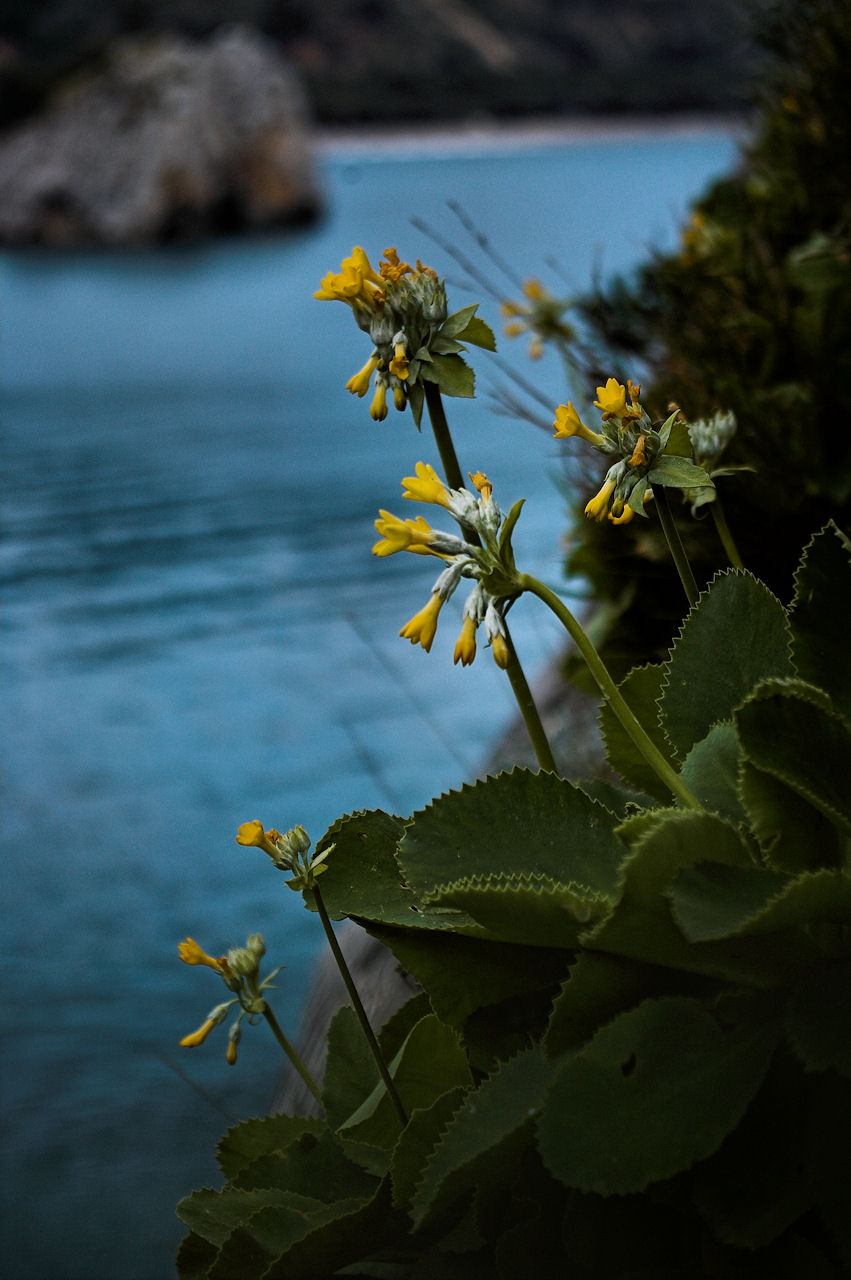
Fioriture di raro endemismo Primula palinuri, nei pressi dell'Arco naturale

## Geologia
Il promontorio è costituito da rocce calcaree che scendono a strapiombo sul mare e nelle quali le acque hanno scavato numerose grotte e profonde gole. Da ricordare la cala Fetente che deve il suo nome ad emanazioni sulfuree, la cala delle Alghe, la cala delle Ossa con il suggestivo spettacolo di ossa umane calcinate nella roccia (probabilmente vittime di antichi naufragi).
Tra le numerose grotte, da ricordare almeno la Grotta Azzurra, così chiamata per lo splendido colore delle sue acque.

## Flora
Le pareti ospitano un raro e importante endemismo della flora mediterranea del versante tirrenico meridionale, la  primula di Palinuro  (Primula palinuri), unico esempio conosciuto di primula in ambiente non montano.

## Nella cultura di massa
Per la bellezza delle sue coste, nonché per il loro richiamo mitologico, Capo Palinuro è stato più volte utilizzato come set cinematografico: basti ricordare i film Gli argonauti 2 di Don Chaffey, o Ercole alla conquista di Atlantide di Vittorio Cottafavi, girati entrambi nei pressi dell'Arco Naturale.